# 雨晴站
雨晴站（日语：／ Amaharashi eki */?）是隸屬於西日本旅客鐵道（JR西日本）的鐵路車站，座落於富山縣高岡市。是通往著名的旅遊景點雨晴海岸的車站，也是本路線重點推廣部份。逢星期日開出的觀光列車「瑰麗山海號」列車會停靠本站，而由越中國分至本站間的路段，觀光列車更會以慢速行駛，讓乘客可以欣賞雨晴海岸的景色。
與JR四國的下灘站類近，本站是典型的「假日車站」，只會在假期時才會較多人使用，由於附近的民居不算太多，平日時段業務相對清閒，過往曾有站員駐守，1991年藉信號自動化的原故，把車站原來配置的站員取消，並改由地方團體「雨晴站振興會」負責車票委託事宜。

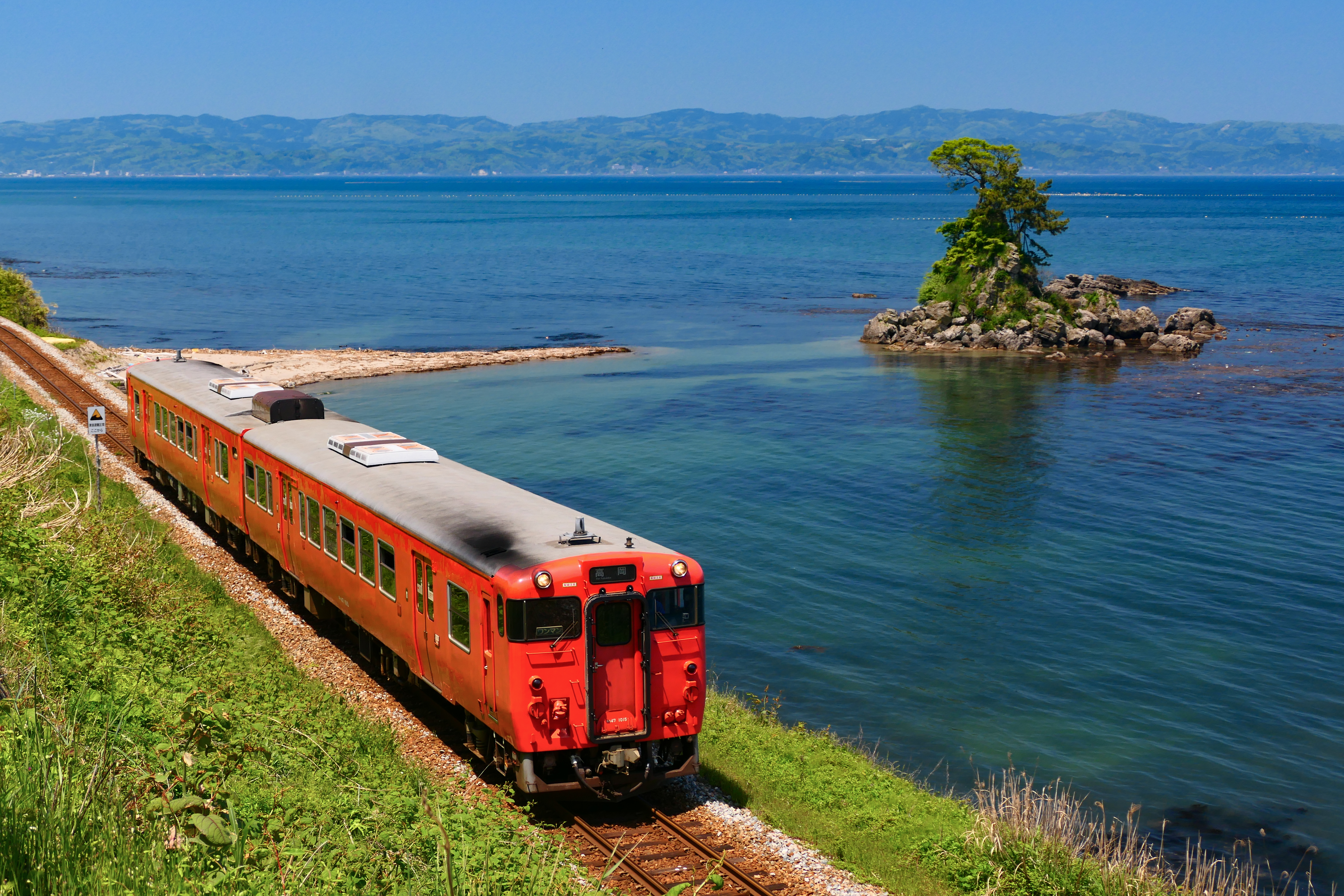
冰见线与雨晴海岸

## 車站結構

### 站房

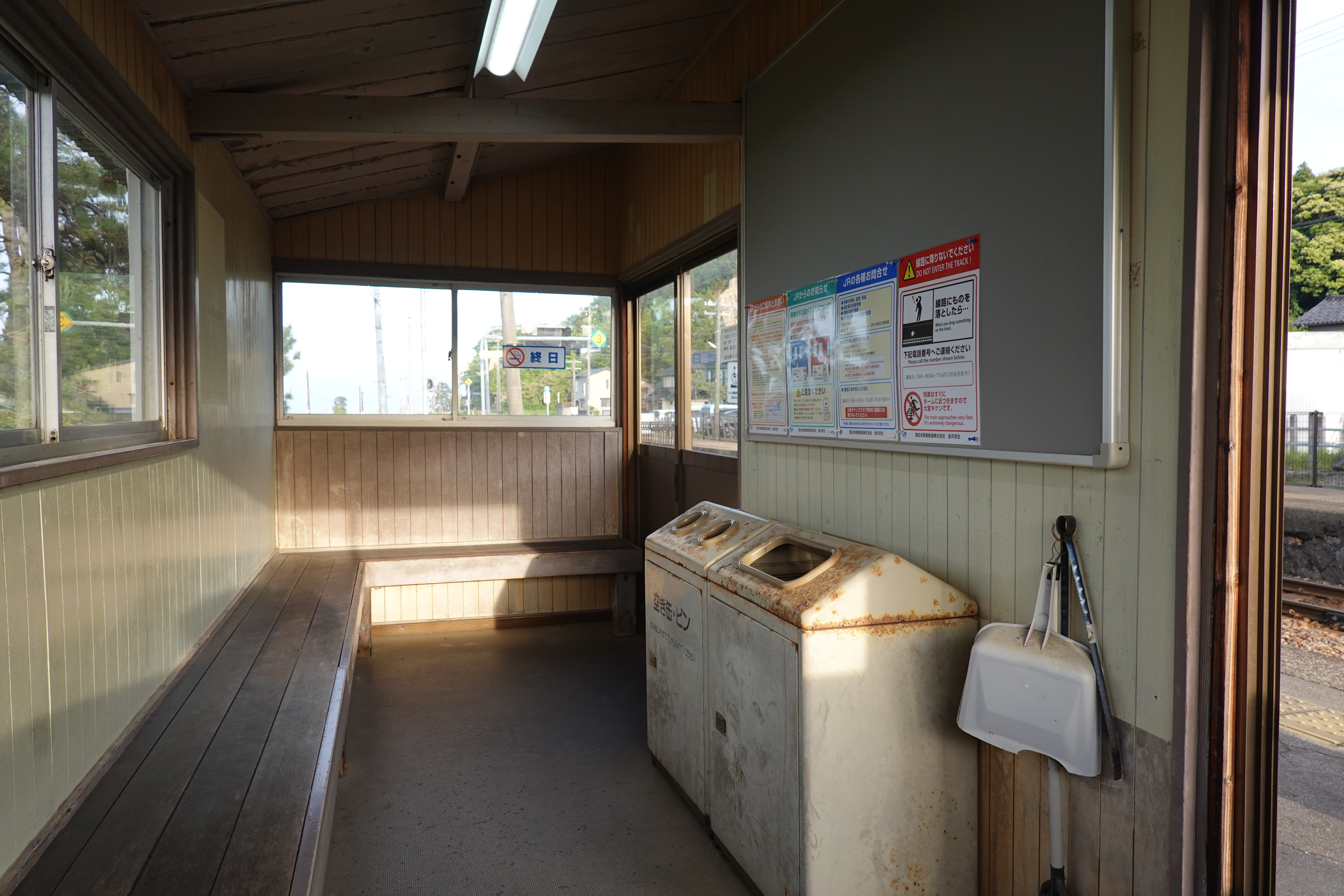
候車室内（2021年5月）

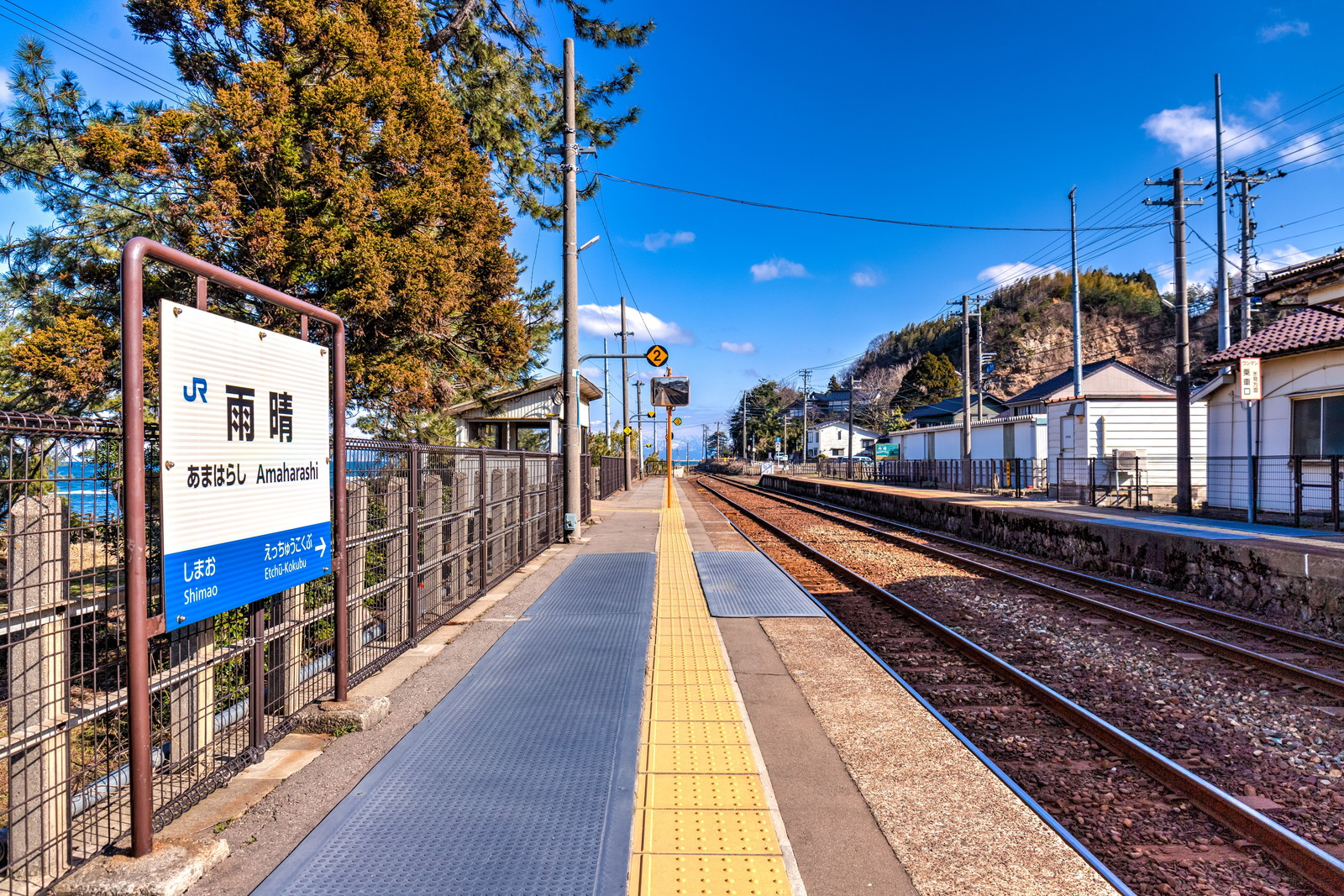
月台（2021年2月）

兩層高的木建站房，進入站房後即為候車室，並設有簡易式自動售票機；右側為原來的站務室，現時則被雨晴觀光協會進駐，作為觀光推廣之用，其售票窗口亦在觀光協會辦公室，協助驗票事宜。二樓為不對外放部份，且沒有設置任何窗戶。
站外左側設有可供站內及站外使用的洗手間1座，以及1座單車停泊處。

### 月台配置
側式月台2個，月台間以橫越路軌的平交道連接。由於配合觀光列車的停靠，2015年時進行了改善工程，把平交道改置於靠近島尾站方向的月台末端，並且透過削建月台去增設無障礙斜道，以及加裝移動式橫杆。
於2號月台上的建有以鐵皮所搭建的候車小屋1座。
| 月台 | 路線    | 方向 | 目的地   | 備註 |
| ---- | ------- | ---- | -------- | ---- |
| 1    | ■冰見線 | 下行 | 冰見方向 |      |
| 2    | ■冰見線 | 上行 | 高岡方向 |      |

## 歷史
- 1912年4月5日：中越鐵道伏木站～本站開通，為終點站[4][5]，並辦理客運及貨運事宜[6]。
- 1920年9月1日：中越鐵道國有化，改為鐵道省管理，伏木站～冰見站一段路線改為國鐵「冰見輕便線」，並營辦客運、手提行李、手提貨物及貨運事宜[7]。
- 1922年9月2日：因應輕便鐵道法（日语：軽便鉄道法）被廢除，「冰見輕便線」改稱為「冰見線」[8]。
- 1959年11月1日：修訂營業範圍，取消貨物提取服務[9]。
- 1960年8月1日：修訂營業範圍，取消手提行李及小型行李的提取服務[10]。
- 1974年10月1日：修訂營業範圍，重新貨物提取服務，並定義為客運及貨運提取服務[11]。
- 1982年4月1日：修訂營業範圍，取消貨物提取服務[12]。
- 1987年4月1日：日本國鐵分割民營化，車站的營運由JR西日本繼承。
- 1991年7月1日：JR西日本栽減本站全部職員，無人化，並由地方團體委託接辦[2][13]。
- 2018年：本站被選為春季青春18車票海報的背景[14]。

## 利用人數
| 推算乘車人員 | 推算乘車人員 | 推算乘車人員 |
| 年度         | 1日平均人數  |              |
| ------------ | ------------ | ------------ |
| 1995年       | 230          |              |
| 1996年       | 218          |              |
| 1997年       | 206          |              |
| 1998年       | 195          |              |
| 1999年       | 184          |              |
| 2000年       | 170          |              |
| 2001年       | 141          |              |
| 2002年       | 131          |              |
| 2003年       | 103          |              |
| 2004年       | 85           |              |
| 2005年       | 79           |              |
| 2006年       | 80           |              |
| 2007年       | 70           |              |
| 2008年       | 79           |              |
| 2009年       | 83           |              |
| 2010年       | 84           |              |
| 2011年       | 70           |              |
| 2012年       | 72           |              |
| 2013年       | 65           |              |
| 2014年       | 55           |              |
| 2015年       | 67           |              |
| 2016年       | 65           |              |
| 2017年       | 75           |              |
| 2018年       | 79           |              |

## 相鄰車站
西日本旅客鐵道
■冰見線
■觀光列車「瑰麗山海號」
伏木 － 雨晴  － 冰見
■普通
越中國分 － 雨晴 － 島尾

## 外部連結
- JR西日本雨晴站公式網頁。 （页面存档备份，存于）（日語）